# DutchBird
DutchBird was een Nederlandse luchtvaartmaatschappij. Het bedrijf vervoerde op chartervluchten circa driehonderdduizend passagiers per jaar, maar ging begin 2005 failliet.
Dutchbird werd in 2000 opgericht door Hans Mosselman, directeur van de reisorganisatie Sudtours. De vloot van DutchBird bestond uit twee stuks Airbus A320 (PH-BMC en PH-BMD, afkomstig van Sabena) en drie stuks Boeing 757-200 (PH-DBA, PH-DBB en PH-DBH, geleaset van Condor), die werden ingezet op vakantievluchten van Amsterdam, of van regionale luchthavens naar Spanje, Griekenland, Egypte, Portugal, Oostenrijk (winter), Turkije, Gambia en de Canarische Eilanden.
Het typische kleurenschema van het toestel, de gele buik met het rood-wit-blauw, was te danken aan het feit dat de Boeings van Condor een gele buik hadden. Hier is later het rood-wit-blauw aan toegevoegd.
De eerste Boeing 757-200 met registratie D-ABND (later PH-DBH) arriveerde op 16 november 2000. De eerste vlucht van DutchBird vond plaats op 22 november 2000, vlucht DBR322 naar Las Palmas, Gran Canaria. Met de Boeing 757 vloog DutchBird aanvankelijk ook op verre bestemmingen, in opdracht van verschillende reisorganisaties.
In 2003 werden hier nog twee toestellen van het type A320 aan toegevoegd. Eén Airbus A320-200 (PH-BMC) heeft nog een tijd voor V-Bird gevlogen, mede omdat deze maatschappij een tijd onder de AOC van DutchBird heeft gevlogen.
Nadat de PH-BMC weer aan de DutchBird-vloot was toegevoegd was alleen aan de gele wingtips nog zichtbaar dat het toestel voor V-Bird had gevlogen. De PH-BMD had namelijk blauwe wingtips.
Na de toevoeging van de Airbus toestellen aan de vloot waren er geruchten om verder uit te breiden, en dan met name met de Airbus A330. Zover is het nooit gekomen.
Naast de vaste chartervluchten heeft DutchBird ook het elftal van AFC Ajax gevlogen. De eerste vlucht met het Ajax-elftal vond plaats op 24 september 2002. Ook werden er diverse wet-leasecontracten uitgevoerd. In 2004 werd een wet-leaseovereenkomst afgesloten met Tunisair voor één Airbus A320 gestationeerd in Monastir en een wet-leaseovereenkomst met LTU voor één Boeing 757-200 gestationeerd in Düsseldorf. Voor de wet-leaseovereenkomst met Tunisair tijdens de zomer heeft de PH-BMD enige tijd met een hybride kleurenschema van DutchBird-Tunisair gevlogen.
DutchBird onderscheidde zich als luchtvaartmaatschappij door de uitgebreide service aan boord, met name gericht op de jonge passagiers. Tot aan de zomer van 2004 hoefde er niet betaald te worden voor maaltijden aan boord. Op 1 mei 2004 werd er betaalde maaltijdservice, genaamd DutchCafé, ingevoerd. DutchBird heeft in haar bestaan drie maal de prijs voor beste charterluchtvaartmaatschappij gewonnen.

## Exel
In november 2004 was de schuld van het bedrijf opgelopen tot vijf miljoen euro. Op 25 november 2004 tekende Exel Aviation Group, eigendom van zakenman Erik de Vlieger, een intentieverklaring om DutchBird over te nemen voor de symbolische prijs van één euro. Toen Exel-directeur Harm Prins in opspraak raakte wegens zijn betrokkenheid bij het van witwaspraktijken beschuldigde Air Holland, zag De Vlieger van de overname af. Boeing had inmiddels de drie 757's aan de ketting laten leggen. Omdat Boeing pas in januari 2005 verder wilde praten over hernieuwing van het leasecontract, vroeg Dutchbird op 27 december 2004 surseance van betaling aan. Op 31 december 2004 werd surseance verleend.

## Failliet
Op basis van een langdurig contract met Sudtours werd geprobeerd een doorstart te maken, met het Duitse bedrijf Apollo als nieuwe overnamekandidaat. Nadat op 25 januari 2005 ook Apollo afhaakte, werd Dutchbird op 27 januari 2005 failliet verklaard. Voor de circa tweehonderd medewerkers werd ontslag aangevraagd. Het bedrijf zal waarschijnlijk in delen worden verkocht.
Op 2 april 2005 werden de per internet geveilde bedrijfsrestanten (onder andere uniformen en vliegtuigonderdelen) door de kopers opgehaald uit het voormalige bedrijfspand 86 op het Fokkerterrein in Oude Meer.
De twee Airbus A320-toestellen zijn naar Monarch Airlines gegaan, en de drie Boeing 757-toestellen naar Air Italy tot 2010. Ze doen nu dienst als vrachttoestel bij FedEx.